# Syczicha
Syczicha (ros. Сычиха) – wieś w Rosji, w rejonie kiczmiengsko-gorodieckim obwodu wołogodzkiego. W 2002 r. liczyła 17 mieszkańców, a w 2010 r. była niezamieszkana.